# Montchaton
Montchaton foi uma comuna francesa na região administrativa da Normandia, no departamento Mancha. Estendia-se por uma área de 6,5 km². Em 2010 a comuna tinha 333 habitantes (densidade: 51,2 hab./km²).
Em 1 de janeiro de 2016, passou a formar parte da nova comuna de Orval sur Sienne.